# FXX
FXX é um canal estadunidense de TV por assinatura da Disney. O canal foi lançado em 2 de setembro de 2013, substituindo o Fox Soccer. Dirigido a jovens de 14 a 34 anos de idade, a programação do canal se concentra em séries de comédia derivados do FX, seu canal-irmão.

## Programação original
- It's Always Sunny in Philadelphia (a partir da 9ª temporada)
- Man Seeking Woman
- You're the Worst (a partir da 2ª temporada)
- Major Lazer
- Archer (a partir da 8.ª temporada)
- The League (a partir da 5ª temporada)
- Legit (a partir da 2ª temporada)
- Wilfred (a partir da 4ª temporada)
- Stone Quackers
- Lucas Bros. Moving Co. (a partir da 2ª temporada)
- High School USA! (a partir do 6º episódio)
- Totally Biased with W. Kamau Bell (a partir da 2ª temporada)
- Axe Cop (a partir da 2ª temporada)
- Dicktown
- Stone Quackers
- Lucas Bros. Moving Co.
- Major Lazer

## Programação adquirida
- The Simpsons
- Parks and Recreation
- Mad About You
- In Living Color
- Raising Hope
- Anger Management
- Family Guy
- Bob's Burgers
- King of the Hill
- The Cleveland Show
- Futurama
- Solar Opposites
- Arrested Development
- Freaks and Geeks
- How I Met Your Mother
- The Hughleys
- Rescue Me
- Spin City
- Sports Night
- Ali G: Rezurection
- Mom
- Brooklyn Nine-Nine
- The Mick
- Ghosted
- LA to Vegas
- Black-ish
- The Weekly
- Praise Petey